# Vinica (Chorvatsko)
Vinica je vesnice a správní středisko stejnojmenné opčiny v Chorvatsku ve Varaždinské župě. Nachází se nedaleko slovinských hranic, asi 14 km severozápadně od Varaždinu. V roce 2011 žilo ve Vinici 1 075 obyvatel, v celé opčině pak 3 389 obyvatel.
Součástí opčiny je celkem sedm samostatných, trvale obydlených vesnic.
- Donje Vratno – 289 obyvatel
- Gornje Ladanje – 949 obyvatel
- Goruševnjak – 74 obyvatel
- Marčan – 598 obyvatel
- Pešćenica Vinička – 125 obyvatel
- Vinica – 1 075 obyvatel
- Vinica Breg – 279 obyvatel

Opčinou prochází státní silnice D2 (pouze malou částí katastrálního území) a župní silnice Ž2029, Ž2035, Ž2045, Ž2056 a Ž2101. Nachází se zde zřícenina stejnojmenného hradu Vinica, jižně od vesnice Marčan se nachází zámek Opeka a arboretum. Dále se zde nacházejí zámky Banjski dvori, Vinica Donja a několik kúrií, obelisk Pranger pocházející z roku 1643, barokní studna se sochou svatého Jana Nepomuckého, kostel svatého evangelisty Marka z počátku 19. století, několik kaplí a jeskyně Šincekova jama.